# Lisa Jahn
Lisa Jahn (* 25. Februar 1994 in Berlin) ist eine deutsche Kanutin.  Sie startet für den Müggelheimer SC. Zu Beginn ihrer Karriere nahm sie an Wettbewerben in der Bootsklasse Kajak teil, ehe sie 2016 in die Bootsklasse Canadier wechselte.

## Erfolge
Jahn gewann ihre erste internationale Medaille im Erwachsenenbereich bei den Europaspielen 2019 in Minsk mit Silber über die 200-Meter-Strecke im Einer-Canadier. Bei den Europameisterschaften 2021 in Posen gewann sie im Zweier-Canadier über 500 Meter Silber, im Jahr darauf bei den Europameisterschaften in München im Zweier-Canadier über 200 Meter Bronze. 2023 sicherte sie sich bei den Weltmeisterschaften in Duisburg Bronze im Zweier-Canadier über 200 Meter und Silber im Vierer-Canadier über 500 Meter.

## Berufsweg
Seit September 2013 ist Lisa Jahn in der Spitzensportförderung der Bundespolizei. Die Polizeihauptkommissarin ist Angehörige der Bundespolizeisportschule Kienbaum.